# Maximilian von Prittwitz und Gaffron
Max(imilian) Wilhelm Gustav Moritz von Prittwitz und Gaffron (27 tháng 11 năm 1848 – 29 tháng 3 năm 1917) là một tướng lĩnh quân đội Đế quốc Đức. Ông đã chiến đấu trong cuộc Chiến tranh Áo-Phổ, Chiến tranh Pháp-Đức và chỉ huy Tập đoàn quân số 8 trong một thời gian ngắn vào giai đoạn đầu của Chiến tranh thế giới thứ nhất. Mặc dù ông được ca ngợi là một chỉ huy quân sự tài năng trong những năm tiền chiến, một số người đương thời của ông tin rằng ông có được chức Tư lệnh Tập đoàn quân số 8 là những mối quan hệ quý tộc hơn là tài dụng binh của ông. Cả Tổng tham mưu trưởng Helmuth von Moltke và Bộ trưởng Chiến tranh Erich von Falkenhayn đều được cho là đã đánh giá Max von Prittwitz không phù hợp với chức tư lệnh với mặt trí tuệ và quân sự, và họ chỉ đơn thuần muốn tống khứa ông khỏi Berlin.

## Gia đình
Prittwitz sinh ra trong một gia đình quý tộc cổ Schlesien tại Bernstadt. Thân phụ của ông là Gustav von Prittwitz, một tướng lĩnh Phổ, và thân mẫu ông là Elizabeth von Klass.
Ông cũng là anh họ thứ nhất của Gertrude von Sperling, vợ Thống chế Paul von Hindenburg. Vào ngày 19 tháng 5 năm 1874, ông thành hôn với Olga von Dewitz (30 tháng 8 năm 1848 – 9 tháng 1 năm 1938), con gái của một địa chủ, Kurt von Dewitz.

## Binh nghiệp
Sau khi học xong Trường trung học Oels ở Hạ Schlesien, ông đã gia nhập một trung đoàn bộ binh, và tham gia chiến đấu trong cả cuộc Chiến tranh Áo-Phổ (1866) lẫn cuộc Chiến tranh Pháp-Đức (1870 – 1871). Ông thăng tiến đều đặn qua các cấp bậc trong quân đội Đức trong vòng 40 năm tới, cho đến khi ông được phong quân hàm Thượng tướng (‘4 sao’, cấp bậc cao nhất trong quân đội Phổ - Đức sau Thống chế) vào năm 1913, đồng thời được bổ nhiệm làm Cục trưởng Cục thanh tra I. Trước đó, ông trở thành một thành viên của Viện Quý tộc Phổ vào năm 1910.
Vào ngày 2 tháng 8 năm 1914, khi cuộc Chiến tranh thế giới thứ nhất, ông được bổ nhiệm làm Tư lệnh của Tập đoàn quân số 8, và được giao nhiệm vụ phòng ngự Đông Phổ trước một cuộc tấn công của hai Tập đoàn quân số 1 và số 2 của Nga.
Vào ngày 20 tháng 8 năm 1914, trong khi Quân đoàn I của Tập đoàn quân số 8 vốn đã chạm trán với Tập đoàn quân số 1 của Nga tại Stallupönen và Gumbinnen, và Tập đoàn quân số 2 của Nga đe dọa quân Đức từ phía sau, Prittwitz đánh điện đến Bộ Tổng chỉ huy quân đội tại Koblenz. Trước tình hình hai sư đoàn của ông đang tháo chạy và bị đe dọa hợp vây, ông đề xuất với Tổng tham mưu trưởng Helmuth von Moltke rằng các lực lượng của ông sẽ tiến hành cuộc rút lui 160,9 km về sông Wisla. Nhưng điều này đồng nghĩa với việc từ bỏ Đông Phổ – quê hương của nhiều thành viên Bộ Tổng tham mưu, do đó Bộ Tổng tham mưu hoàn toàn không chấp nhận điều này. Không còn tin tưởng Prittwitz nữa, Moltke thế chức ông bằng cặp đội Paul von Hindenburg và Erich Ludendorff vào ngày 23 tháng 8 năm 1914. Sau đó, Hindenburg, cùng với tham mưu trưởng Erich Ludendorff, đã đập tan hai tập đoàn quân của Nga trong các trận chiến tại Trận Tannenberg và hồ Masuren lần thứ nhất.
Prittwitz lui về Berlin, nơi ông sống thêm 3 năm nữa trước khi mất do một cơn đau tim. Ông được mai táng tại nghĩa trang Invalidenfriedhof ở Berlin.

## Phong tặng
- Huân chương Thập tự Sắt hạng II (1870/71)
- Huân chương Đại bàng Đen với chuỗi dây chuyền
- Nhiều huân chương khác